# Jim Caviezel
James Patrick (Jim) Caviezel jr. (Mount Vernon (Washington), 26 september 1968) is een Amerikaans acteur. Hij speelde onder andere Jezus in de film The Passion of the Christ en gevangenisdirecteur Willard Hobbes in Escape Plan. Hij staat ook bekend om zijn rol als John Reese in Person of Interest.

## Filmcarrière
Caviezel startte zijn carrière met een rol in My Own Private Idaho (1991). Hij was door de auditie in Seattle gekomen, omdat hij de castingpersonen voor de gek hield: hij beweerde een Italiaanse immigrant te zijn.
Caviezel verhuisde naar Californië en kort daarna werd hij gecast als een van de tien boksers in Michael Ritchies "con caper", Diggstown (1992). Ook speelde hij een bijrol in Wyatt Earp (1994), als Kevin Costners jongere broertje.
Zijn meest besproken rol is waarschijnlijk die van Jezus in de film The Passion of the Christ, geregisseerd door Mel Gibson. Hij speelde echter ook in doorsnee Hollywood films, zoals Angel Eyes, Pay It Forward, Frequency en The Count of Monte Cristo. In 2001 vertolkte hij de hoofdrol in Madison. Daarvoor had hij al gespeeld in High Crimes (2002).
In 2004 liet Caviezel blijken geïnteresseerd te zijn in de rol van Clark Kent/Superman, voor de nieuwste Superman-film: Superman Returns (2006). Hij gaf aan dat hij zijn rol zou opdragen aan Christopher Reeve. Uiteindelijk heeft producer Bryan Singer Caviezel afgewezen, omdat Singer dacht dat Caviezel te bekend was als Jezus in The Passion of the Christ. De rol werd gegeven aan een minder ervaren acteur, Brandon Routh. In 2006 speelde hij de rol van Carroll Oerstadt in Déjà Vu.
Caviezel nam de hoofdrol op zich van de in 2023 uitgebrachte controversiële film Sound of Freedom. Het op waargebeurde feiten gebaseerde verhaal gaat over een overheidsambtenaar die ontslag nam om tientallen kinderen uit de handen van mensenhandelaars te bevrijden.

## Persoonlijk leven
Caviezel is een toegewijde rooms-katholiek. Hierover heeft hij publiekelijk gesproken, op religieuze persconferenties, sinds The Passion of the Christ. Hij was een van de belangrijkste sprekers op een conferentie in Boston, alleen voor mannen. Caviezel vertelt zelf dat hij er alleen kwam omdat hij kardinaal-bisschop Sean O'Malley erg aardig vond. Caviezel leende zijn stem aan de Amerikaanse katholieke gebedsapp Hallow.
Caviezel woont met zijn vrouw Kerri in Californië. Zij hebben drie kinderen uit China geadopteerd die op dat moment leden aan kanker.
Er ontstond controverse toen Caviezel tweemaal verscheen op een conferentie van QAnon-aanhangers (eenmaal live, eenmaal via video), een extreemrechtse samenzweringstheorie. Caviezel zelf verklaarde dat hij geen QAnon-aanhanger is, maar zich wilde uitspreken tegen seksueel kindermisbruik en mensenhandel.

## Filmografie

### Films
- Sound of Freedom  (2023)
- Infidel (2019)
- Paul, Apostle of Christ  (2018)
- When the Game Stands Tall (2014)
- Escape Plan (2013)
- Transit (2012)
- Savannah (2011)
- Long Weekend (2008)
- The Stoning of Soraya M. (2008)
- Outlander (2008)
- Déja vu (2006)
- Unknown (2006)
- Madison (2005)
- The Passion of the Christ (2004)
- The Final Cut (2004)
- Bobby Jones: A Stroke of Genius (2004)
- Highwaymen (2003)
- I Am David (2003)
- High Crimes (2002)
- The Count of Monte Cristo (2002)
- Angel Eyes (2001)
- Pay It Forward (2000)
- Frequency (2000)
- Ride with the Devil (1999)
- The Thin Red Line (1998)
- G.I. Jane (1997)
- The Rock (1996)
- Ed (1996)
- Wyatt Earp (1994)
- Diggstown (1992)
- My Own Private Idaho (1991)

### Televisie
- Person of Interest (2011-2016)
- The Prisoner (2009, miniseries)

## Trivia
- In 1993 kon Caviezel naar een school in New York, maar in plaats daarvan accepteerde hij het aanbod om in een film met Kevin Costner te spelen: Wyatt Earp.
- Caviezel was 33 jaar oud tijdens het filmen van The Passion of the Christ, en volgens de evangeliën[6] was Jezus ongeveer even oud toen hij gemarteld en gekruisigd werd.
- Caviezel is door een bliksemschicht getroffen tijdens het filmen van The Passion of the Christ.
- Nadat The Passion of the Christ klaar was, kreeg Caviezel een rol als voice-over aangeboden voor een reclame-zin Heavenly. Hij weigerde, met als reden dat het een belediging zou zijn voor de mensen die door de film geraakt werden.